# 朗斯伯里 (紐約州)
朗斯伯里（英語：Lounsberry）是位於美國紐約州泰奧加縣的非建制地區。

## 歷史
朗斯伯里的郵局於1888年設立，其後於1951年停運。

## 地理
朗斯伯里所處的海拔為高於海平面246米（即807英呎），而該地所採用的時區為UTC-5，即北美东部时区（EST）。同時該地設有夏令時間，為UTC-5調快一小時，即UTC-4（EDT）。